# Страхиња Стојачић
Страхиња Стојачић (Нови Сад, 15. јул 1992) српски је кошаркаш. Игра на позицији бека. Тренутно је рангиран на 1. месту на ранг-листи кошаркаша у категорији 3x3 од стране ФИБЕ. 
Његов старији брат Стефан такође се бавио кошарком. 